# Andreas Wisniewski
Andreas Wisniewski (ur. 3 lipca 1959 w Berlinie) – niemiecki aktor i reżyser pochodzenia polskiego, były tancerz. Znany jest głównie z roli Necrosa w filmie W obliczu śmierci i z roli Tony'ego w filmie Szklana pułapka. W 2001 roku wyreżyserował film Willows. Ma 194 cm wzrostu.

## Wybrana filmografia
- 1986: Gotyk jako Fletcher
- 1987: W obliczu śmierci jako Necros
- 1988: Szklana pułapka jako Tony
- 1995: Maszyna śmierci jako Weyland
- 1996: Picasso – twórca i niszczyciel jako niemiecki żołnierz
- 1996: Mission: Impossible jako towarzysz Maxa
- 1998: Duch na blokowisku jako Quinn
- 1998: Bohater mimo woli jako Ernesto
- 2002: Komandosi jako Glasnovic
- 2008: Pod osłoną nocy jako Tarman
- 2008: Król Skorpion 2: Narodziny wojownika jako Pollux
- 2010: Centurion jako dowódca Gratus
- 2011: Mission: Impossible – Ghost Protocol jako kontakt Foga